# Bilshausen
Bilshausen là một đô thị thuộc the huyện Göttingen, trong bang Niedersachsen, Đức. Đô thị này có diện tích 8,49 km². Bilshausen thuộc Eichsfeld.